# Zhou Enlai

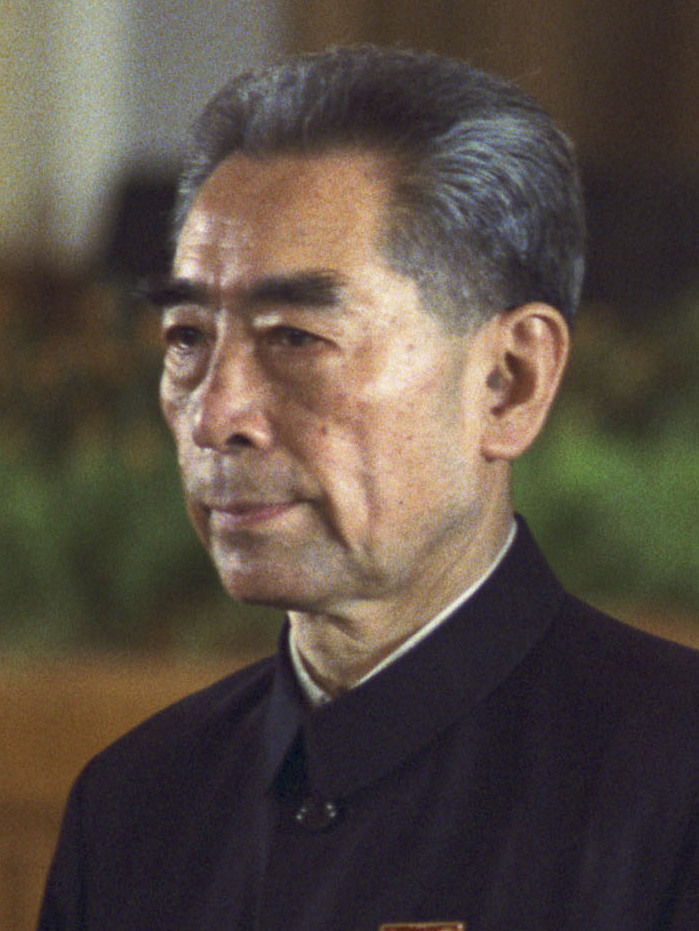
Zhou Enlai in 1972

Zhou Enlai (Chinees: 周恩來 / 周恩来, Hanyu pinyin Zhōu Ēnlái), oude schrijfwijze Tsjoe En-lai of Tsjow En-lai, (Huai'an, 5 maart 1898 – Peking, 8 januari 1976) was een prominent Chinees politicus en lange tijd premier van de Volksrepubliek China gedurende het bewind van Mao Zedong.

## Jeugd, studie en begin loopbaan

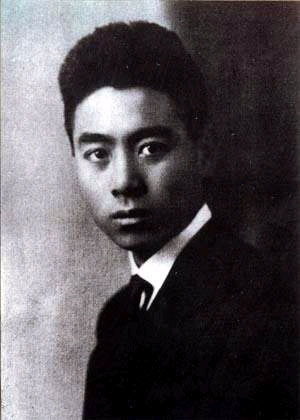
Zhou Enlai in 1917

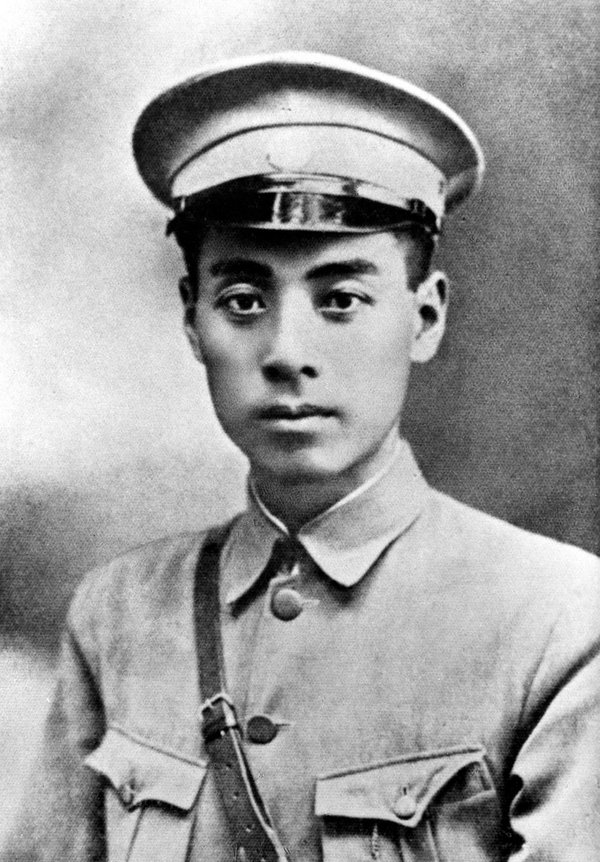
Zhou Enlai in 1924

Zhou Enlai werd geadopteerd door mandarijnenouders. Hij volgde een opleiding in Tianjin en studeerde daarna van 1917 tot 1919 aan de Universiteit van Meiji in Tokio en in Kioto (Japan). In Japan legde hij contacten met Japanse socialisten. Daarna keerde hij naar China terug en zat enige tijd gevangen vanwege zijn radicale activiteiten.
In 1920 vertrok hij als student naar Europa en studeerde onder andere in Frankrijk, België en Duitsland. In 1921 of 1922 sloot Zhou zich in Parijs aan bij de Communistische Partij van China. In 1924 keerde hij naar China terug en werkte voor Soen Jat-sen, de voorzitter van de Guomindang. Zhou bekleedde enkele belangrijke posten in de Verenigd Front regering van de communisten en Kwomintang in Kanton. Hij gaf onder andere les aan de Militaire Academie van Whampoa.
Op 8 augustus 1925 trouwde hij met de radicale activiste Deng Yingchao (1904-1992). Het echtpaar zou kinderloos blijven maar adopteerde vele wezen van o.a. revolutionaire martelaars, waaronder de latere premier Li Peng.

## Loopbaan tot 1949

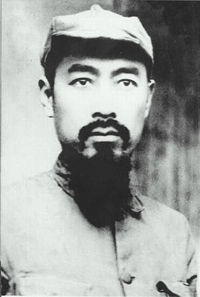
Zhou Enlai in 1940

In 1927 kwam het tot een breuk tussen de Communistische Partij van China (CCP) en de Guomindang (KMT). In 1927 werd Zhou lid van het Politbureau van de CCP. Op 1 augustus 1927 kwamen de communisten in Nanchang in opstand tegen de KMT, maar de opstand werd onderdrukt. Zhou Enlai en andere communisten ontvluchtten de stad. Van 1927 tot 1931 leefde hij ondergedoken in Shanghai, maar in 1931 voegde hij zich bij Mao Zedong op het platteland in Zuid-China.
In 1934 waren de communisten van Mao Zedong gedwongen om hun bases in Zuid-China te verlaten, vanwege de aanhoudende KMT-aanvallen. Men vertrok te voet naar Noordwest-China. Tijdens deze Lange Mars was Zhou bereid om het leiderschap van de partij over te dragen aan Mao Zedong die toen voorzitter van de CCP werd. In 1935 bereikten de communisten Shaanxi waar men een sovjet opzette. Tot 1936 was Zhou militair bevelhebber, maar werd daarna bestuurder. Hij speelde een sleutelrol tijdens de wapenstilstandsbesprekingen met de Kwomintang, die leidde tot een staakt-het-vuren tussen de communisten en nationalisten, waarna men als bondgenoten de Japanse bezetter bestreed.
Van 1937 tot 1945 was hij CCP-gezant bij Guomindang-voorzitter Chiang Kai-shek. Na de Tweede Wereldoorlog brak de Chinese Burgeroorlog uit en Zhou trad tevergeefs op als bemiddelaar tussen Chiang Kai-shek en de communisten. In deze periode werd hij door Mao naar Yan'an (Mao's machtsbasis) geroepen en daar werd Zhou geïntimideerd en gebroken tijdens openbare zelfbeschuldigingsessies. Hij verklaarde dat de leiding van Mao de enige juiste leiding van de CCP was. Grondig getemd werd Zhou meer dan dertig jaar lang, praktisch tot het eind van zijn leven een zichzelf vernederende slaaf van Mao. Anderzijds had Mao bij zijn leiderschap Zhou nodig omdat Zhou een veel bekwamere bestuurder was, die goed kon organiseren.

## Na 1949

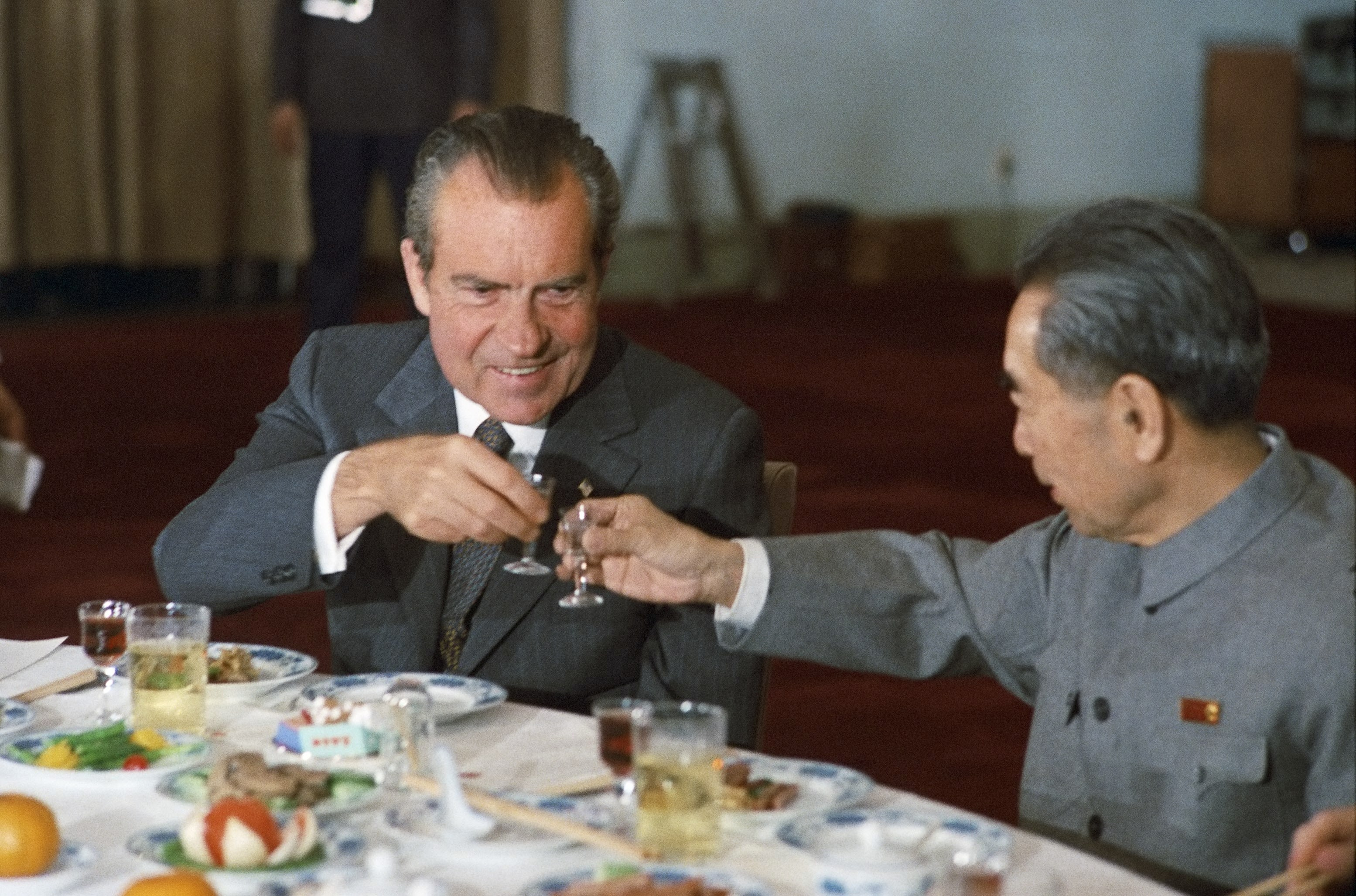
Zhou Enlai met Richard Nixon in 1972

Op 1 oktober 1949 werd de Volksrepubliek China uitgeroepen en werd Mao Zedong voorzitter van de republiek. Zhou Enlai werd premier van de nieuwgevormde regeringsraad (vanaf 1954 Staatsraad geheten) en minister van Buitenlandse Zaken. Zhou leidde de Chinese delegatie tijdens de vredesbesprekingen te Genève en tijdens de Bandungconferentie (1955). In 1956 werd Zhou Enlai lid van het Permanente Comité van het Politbureau, oftewel het dagelijks bestuur van de CCP. In 1958 trad hij als minister van Buitenlandse Zaken af en werd Chen Yi minister van Buitenlandse Zaken. Zhou behield echter de controle over de buitenlandse zaken.
Tijdens de Grote Sprong Voorwaarts en de Culturele Revolutie (respectievelijk de jaren zestig en de jaren zeventig), behield Zhou zijn post als premier.
In de jaren zeventig was hij een voorstander van het onderhouden van goede contacten met de Verenigde Staten van Amerika en was hij het die ervoor zorgde dat de Amerikaanse president Richard Nixon (1972) naar China kwam.

## Overlijden
In 1972 openbaarde zich kanker bij Zhou Enlai. Zijn gezondheid ging stevig achteruit en vanaf eind 1975 lag hij in een ziekenhuis te Peking. Hij overleed begin 1976 op 77-jarige leeftijd in Peking, enige maanden voordat Mao Zedong overleed.
- Bibsys: 90350183
- Biblioteca Nacional de Chile: 000492272
- Biblioteca Nacional de España: XX6433172
- Bibliothèque nationale de France: cb118967765 (data)
- Catàleg d'autoritats de noms i títols de Catalunya: 981058510674706706
- CiNii: DA05812568
- Gemeinsame Normdatei: 118624385
- International Standard Name Identifier: 0000 0001 2124 394X
- Library of Congress Control Number: n50042000
- National Archives and Records Administration: 10582958
- National Central Library: 1083795
- Bibliotheek van het Japanse parlement: 00317236
- Nationale Bibliotheek van Tsjechië: jn19992001704
- Nationale bibliotheek van Australië: 36730152
- Nationale Bibliotheek van Israël: 987007259738905171
- Nationale Bibliotheek van Polen: a0000001200968
- Nederlandse Thesaurus van Auteursnamen: 140546995
- Réseau des bibliothèques de Suisse occidentale: 02-A000182093
- LIBRIS: 103705
- SNAC: w60p14kc
- Système universitaire de documentation: 026788209
- Trove: 1438062
- Virtual International Authority File: 24599625
- WorldCat: E39PBJpYB7mw7KK9M8TfRjkhpP